# Quercus dilatata
Quercus dilatata és una espècie de roure que pertany a la família de les fagàcies i està dins de la secció dels roures blancs del gènere Quercus.

## Descripció
Quercus dilatata és un gran roure perennifoli que pot arribar a fer 20 m d'alçada. El seu tronc fa 2-3 m de diàmetre. L'escorça és de color marró fosc gris, arrugada, exfoliant en escates longitudinals, les branques i els brots són pubescents en un primer moment, arribant a ser glabres. Les gemmes són ovalades, punxegudes i primes. Les fulles fan 3-7 x 2,5-4 cm glabres i llustroses gris amunt, obovales o oblongolanceolades, punxegudes, base arrodonida o cordada, coriàcies, marge dentat, amb 4-9 dents a cada costat, de vegades del tot, amb 8-12 venes parells, primes, es bifurquen i reticulades; i el pecíol fa 0,5-1 cm. El període de floració és entre abril i maig i els seus fruits surten al cap de 16-18 mesos més tard, a l'hivern. Les flors masculines en aments de 4-8 cm, caiguts i fluixos. Les glans fan 2-2,5 cm de llarg, 1,6-1,8 cm de diàmetre, subsèssils, punxegudes i mucronades, glabres, de color marró en la maduresa, estan tancades per una tassa 1/3 o 1/2, amb escales adpreses pubescents i que maduren al cap de a 2 anys.

## Distribució i hàbitat
Quercus dilatata és un arbre resistent que creix a l'Afganistan, al Pakistan i a l'Himàlaia temperat des del Caixmir fins al Nepal, a les valls seques interiors de l'Himàlaia, entre els 1800 i 3000 m; normalment gregari i sovint associat amb el pi de l'Himàlaia.

## Taxonomia
Quercus dilatata va ser descrita per Michele Tenore i publicat a Prodromus Systematis Naturalis Regni Vegetabilis 16(2): 41, a l'any 1864.
Etimologia
Quercus: nom genèric del llatí que designava igualment al roure i a l'alzina.
dilatata: epítet llatí que significa "expandida".

## Subespècies i varietats
S'hibrida amb Quercus leucotrichophora: Q. x parkeri (A. Camus). 